# Дар Молоді (фрегат)

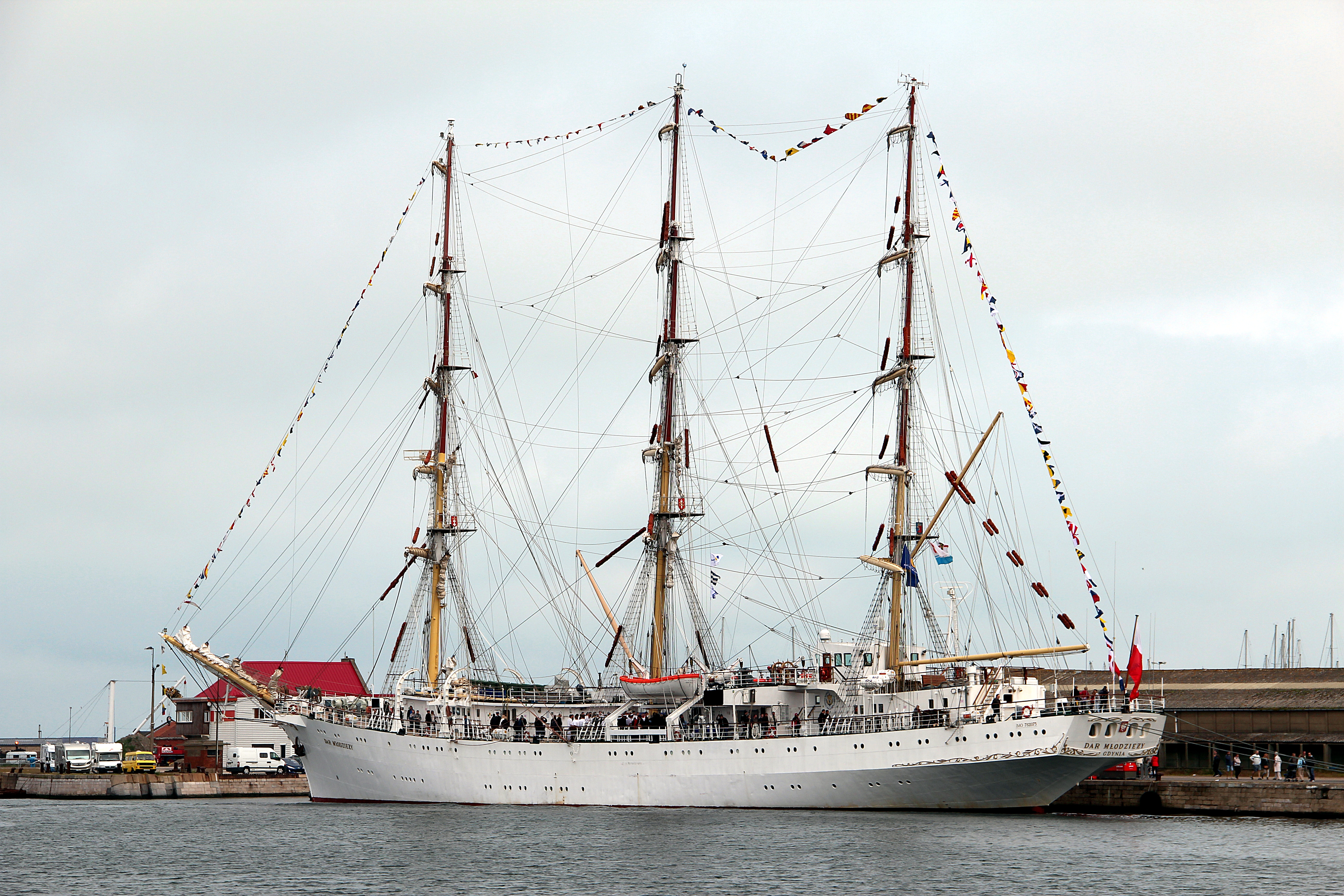
Дюнкерк (2013)

Дар Молоді (пол. SV Dar Młodzieży) — польський трищогловий вітрильний фрегат. Споруджений у 1981 році на Гданській судноверфі. Є власністю Морського університету в Гдині. Ходить під прапором Польщі із портом приписки у Гдині.

## Історія

### Будівництво
Після тривалого обговорення у другій половині 1970-х років було визначено потребу ВМС Польщі в навчальному вітрильному кораблі. Офіційне звернення щодо збору коштів на будівництво нового судна було видане гданською молоддю у червні 1978 року. Командир корабля «Дар Померанії» Тадеуш Олехнович став амбасадором проєкту в країні та світі. Особливо плідними були візити «Дару Померанії» до американських портів Філадельфії та Саванни, а також шведського Стокгольма у 1979 році. Пожертви на корабель збирали серед молоді польських шкіл. На кожну заплачену суму 10 злотих, молодь отримала обіцяну пам'ятну частину зі знятого з експлуатації «Дару Померанії». Однак такі дарунки неможливо було технічно вручити благодійникам через особливості його утилізації.
Інженер Зигмунт Хорень став головним конструктором нового вітрильного корабля. Його консультували досвідчені капітани «Дару Померанії» Тадеуш Олехнович та Казімеж Юркевич. Капітан Олехнович протестував проти ідеї — як у «Дару Померанії» — створити колективні житлові приміщення зі складними гамаками на день. Натомість він запропонував кількакубні кубрики із постійною комплектацією. Суперечка під гаслом «гамаки або причали» призвела до введення причалів. Окрім того Олехнович рпропонував назвати новий фрегат як «Польща» чи «Дар Померанії ІІ». Оригінальну назву було важко вимовити для іноземців. Попри щедрість, багато поляків не мали достатнього соціального внеску для покриття витрат на будівництво.
Корпус «Дару Молоді» спущений на воду у Гданській корабельні 12 листопада 1981 року, а вже 13 грудня 1981 року було введено військовий стан. Країна, відрізана від світу, занурилася в економічну кризу, група ентузіастів доклала зусиль для завершення перерваного будівництва та припинення спроб продати судно іноземним судновласникам. Мета капітана Олехновича полягала в участі прототипу вітрильного корабля в регаті «Вітрило-82» — на десяту річницю перемоги «Дару Померанії» в операції «Вітрило-72». Після травневих морських випробувань 4 липня 1982 року на «Дару Молоді» піднято біло-червоний прапор. Хрещеною матір'ю судна стала дружина капітана «Дару Померанії» Казимєжа Юркевича — Гелена.

### Навчальнарегата
10 липня 1982 року третім в естафеті навчальних вітрильних кораблів Військово-морського флоту Польщі судно вийшло в море під керівництвом капітана Олехновича.
Після багатоденних навчань він брав участь у регаті від британського Фалмута до Лісабона. В Атлантиці вранці 27 липня екіпаж помітив червоні вогні ракетниці. Незабаром була знайдена німецька яхта «Peter von Danzig», на якій у пожежі постраждав один із моряків. Його вивезли на борту «Дар Молоді», де його лікував корабельний лікар С. Баранович. Після доставки поранених вертольотом до лікарні, «Дар Молоді» із втратою понад 4 години знову приєднався до гонки. Однак і після цього корабель першим перетнув фінішну лінію перед з випередженням 14 хв та 18 с відносно німецького «Горх Фок». Тадеуш Олехнович та його екіпаж здобули премію Польського олімпійського комітету за чесну гру в 1982 році.

### Плавання
У липні 1983 року «Дар Молоді» вирушив у своє перше океанічне плавання до Японії на «Osaka World Sail 83» з приводу 400-ї річниці існування замку в Осаці (перший збір вітрильних кораблів в Азії). У свою чергу, вперше в історії польської морської освіти студенти, крім морської практики, закінчили весь семестр навчання з усіма іспитами на вітрильному судні. На легендарне плавання вплинуло прибуття «Дару Молоді» до порту Осаки під повними вітрилами під час параду 23 жовтня 1983 року. Найскладнішим моментом круїзу було падіння з щогли у воду одного зі студентів. Успішна рятувальна операція тривала 9 хвилин при швидкості руху, що перевищувала 10 вузлів.
Після повернення з Японії в лютому 1984 року, вже у березні того ж року корабель вирушив у чергове океанічне плавання з новим набором студентів. Цього разу метою було зібрання вітрильних кораблів у Канаді, щоб відсвяткувати 450-ту річницю подорожі Жака Картьє. «Дар Молоді» переміг у регаті з Гамільтона Бермудських островів до канадського порту Галіфакс.
Капітан Олехнович передав випробуваний фрегат з виправленими дефектами, виявленими під час експлуатації, своїм колегам у вересні 1984 року.
У 1987-1988 роках під командуванням капітана Лешека Вікторовича обійшов навколо Землі через мис Горн.
У 1991–1992 роках командування судном знову взяв капітан Олехнович. 1992 року він повів «Дар Молоді» до США на Велику регату Колумба 1992 року, організованій в рамках святкування 500-річчя відкриття Америки. На регаті від Канарських островів до Сан-Хуана в Пуерто-Рико «Дар Молоді» посів 3 місце серед найбільших вітрильних суден у світі. Комендант Олехнович здобув нагороду Великої Пошани «Круїз року 1992» від видання «Głos Wybrzeże».
«Дар Молоді» — перший великий океанський вітрильний корабель польського виробництва, який вийшов за Балтійське море, перетнув екватор і пройшов навколо світу.
Загалом до кінця 2006 року «Дар Молоді» здійснив 125 навчальних виходів, відвідавши 357 портів у Європі, Азії, Австралії та Америці. На його борту соужбу відбуло 12 024 студентів морських університетів Гдині та Щецина, середніх морських шкіл та іноземних морських університетів, у тому числі Регіонального морського університету в Аккрі.
Судно брало участь у Регаті великих вітрильників: 1982, 1984, 1986, 1995-1996, 2001-2009.
Національні круїзи журналістів організовані на «Дару Молоді» (перший пройшов на інших суднах): V Копенгаген, VI Вісбю (Готланд, Швеція), VII Кіль (Німеччина), VIII Мальме (Швеція), IX Рига (Латвія), X Стокгольм (Швеція), XI Таллінн (Естонія). 12-й круїз відбувся 16-24 червня 2009 року за маршрутом Щецин — Санкт-Петербург — Гдиня (це був перший захід корабля до порту Петербурга після відновлення його історичної назви (раніше — Ленінград), а кінцевим портом XIV круїзу знову став Копенгаген. 2010 року — Рік Шопена — на «Жару Молоді» виступав увесь оркестр Польського національного радіо в Катовицях. У травні 2012 року журналісти корабель відправився у XV круїз до Осло. У серпні 2013 року група польських кардіохірургів та кардіологів вирушила до Амстердама на «Європейський дар молоді» до Європейського кардіологічного конгресу, щоб подякувати голландцям за допомогу польським дітям із вадами серця. 2014 року корабель виграв гонку в рамках регати «Tall Ships».
Кораблю присвоєно звання амбасадора Щецина.
4 липня 2017 року відбулось урочисте святкування 35-ї річниці підняття біло-червоного прапора на «Дару Молоді». Було оголошено, що у 2018 році Вітрильник відправиться в «Круїз Незалежності» в рамках святкування 100-річчя Незалежності Польщі.

### «Круїз Незалежності»

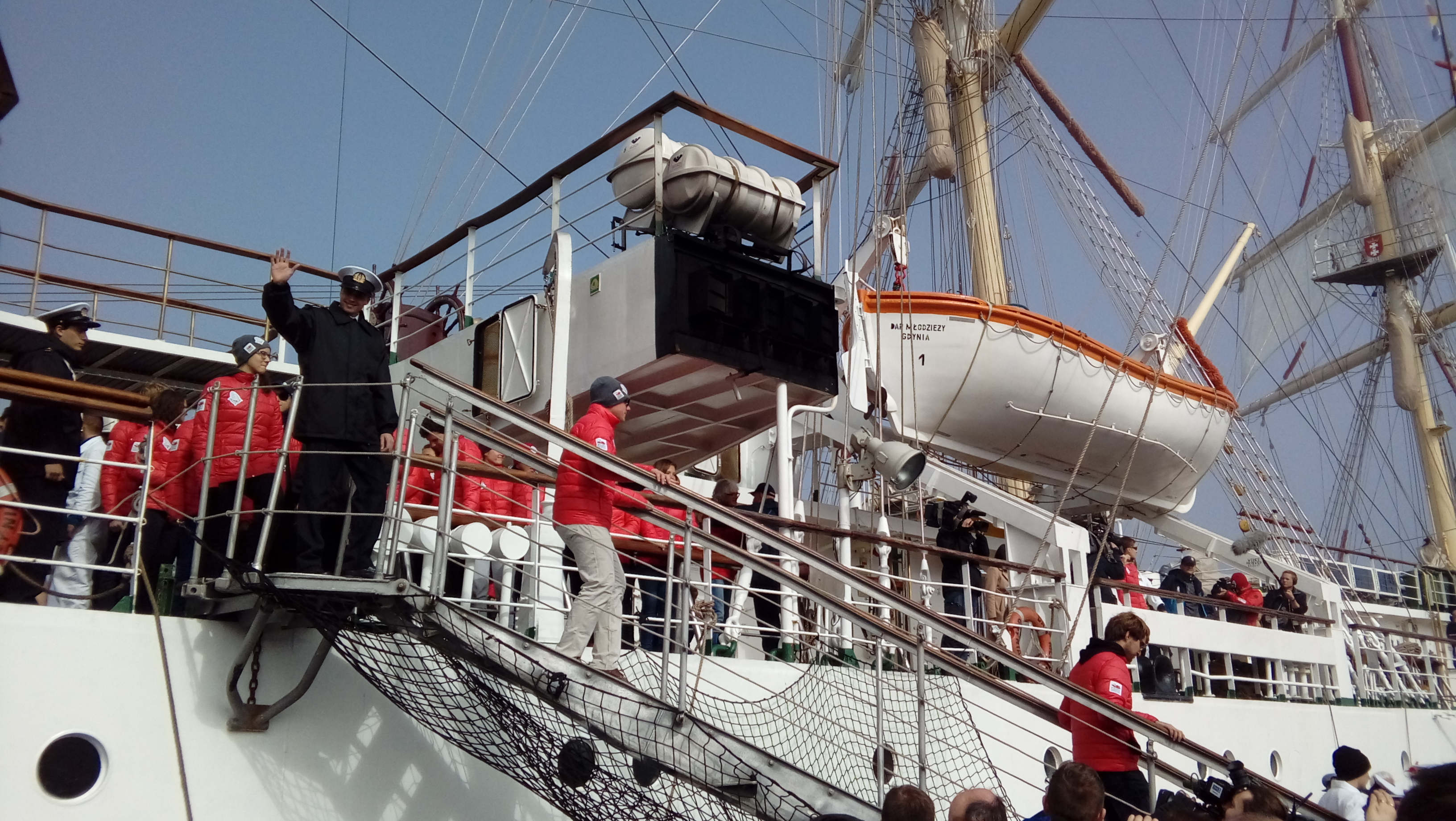
«Дар Молоді» в порту Гдині після повернення з «Круїзу Незалежності»

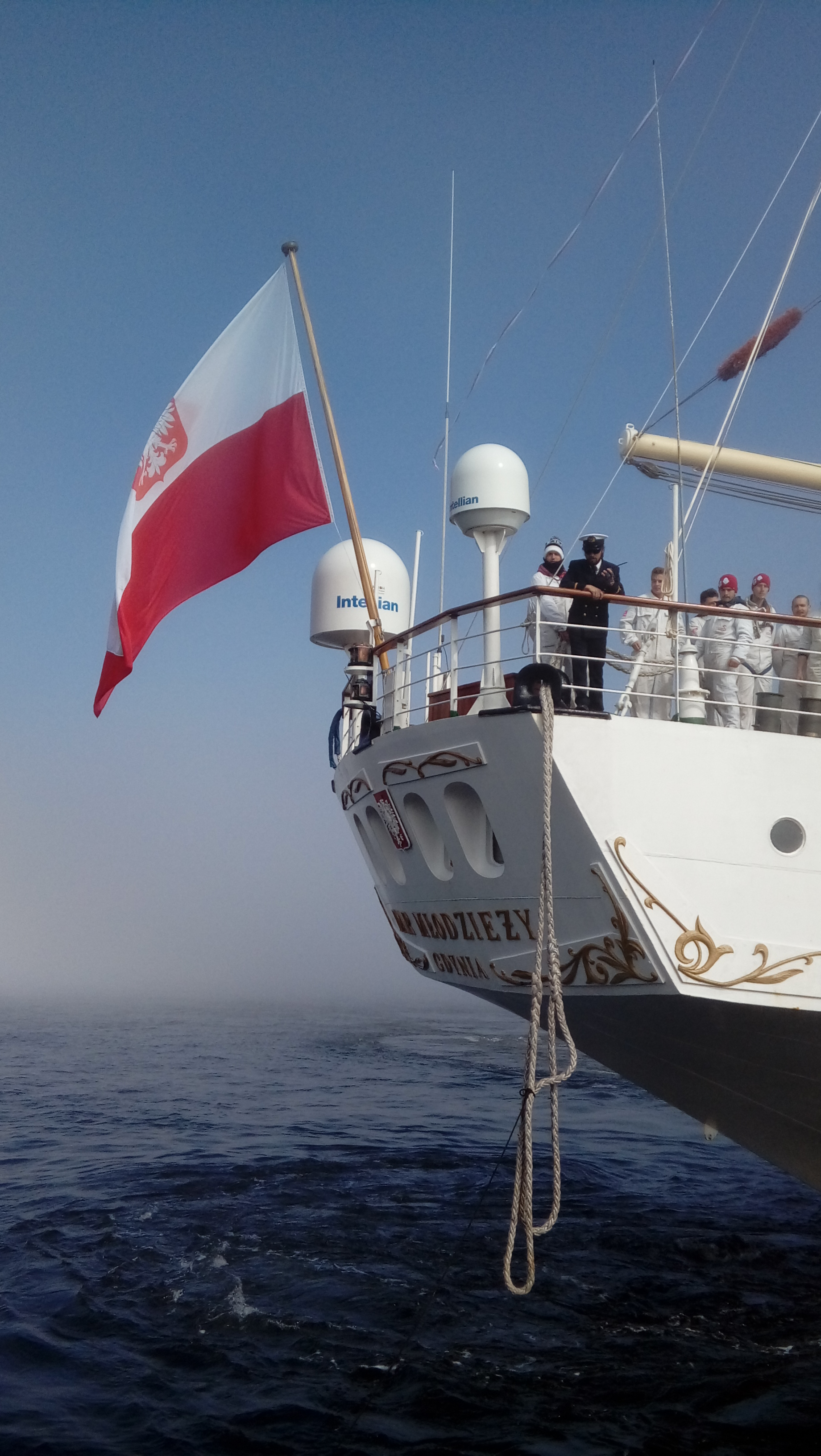
«Дар Молоді» пришвартовується в порту Гдині після повернення з «Круїзу Незалежності»

З нагоди 100-річчя незалежності Польщі фрегат відправився у спеціальний світовий круїз, організований Міністерством морського господарства та внутрішнього судноплавства, Морською академією у Гдині та Фондом місіонерів Паллотін Сальватті. У круїзі беруть участь 1 000 осіб, розділених на 6 змін (учні морських шкіл з Гдині та Щеціна і переможці конкурсу). Вітрильник вирушив з порту Гдині 20 травня 2018 року. Заплановано відвідати 21 порт на 4 континентах — у 18 країнах світу.
| Порт          | Країна          | Дата               | Подія                  |
| ------------- | --------------- | ------------------ | ---------------------- |
| Гдиня         | Польща          | 20 травня 2018     | Церемонія відправлення |
| Таллінн       | Естонія         | 24—26 травня       | Польський День         |
| Копенгаген    | Данія           | 30 травня—1 червня |                        |
| Ставангер     | Норвегія        | 4—6 червня         |                        |
| Щецин         | Польща          | 10—14 червня       | Дні Моря               |
| Бремергафен   | Німеччина       | 19—21 червня       |                        |
| Бордо         | Франція         | 27—29 червня       |                        |
| Тенерифе      | Іспанія         | 10—12 липня        |                        |
| Дакар         | Сенегал         | 18—20 липня        |                        |
| Кейптаун      | ПАР             | 15—17 серпня       |                        |
| Маврикій      | Маврикій        | 4—6 вересня        |                        |
| Джакарта      | Індонезія       | 2—5 жовтня         |                        |
| Сінгапур      | Сінгапур        | 9—12 жовтня        |                        |
| Гонконг       | Гонконг         | 2—5 листопада      |                        |
| Осака         | Японія          | 11—16 листопада    |                        |
| Сан-Франциско | США             | 20—22 грудня       |                        |
| Лос-Анджелес  | США             | 25—28 грудня       |                        |
| Акапулько     | Мексика         | 9—11 січня 2019    |                        |
| Панама        | Панама          | 22—28 січня        | Дні Молоді 2019        |
| Картахена     | Колумбія        | 30 січня—1 лютого  |                        |
| Маямі         | США             | 9—11 лютого        |                        |
| Понта-Делгада | Португалія      | 4—6 березня        |                        |
| Лондон        | Велика Британія | 18—20 березня      |                        |
| Гдиня         | Польща          | 28 березня         | Церемонія повернення   |

## Капітани
«kpt.ż.w.» позначає найвищий офіцерський ранг капітан судна:
- kpt.ż.w. Збігнев Бурцю
- kpt.ż.w. Станіслав Гінз
- kpt.ż.w. Кшиштоф Коциба
- kpt.ż.w. Артур Круль
- kpt.ż.w. Іренеуш Левандовський
- kpt.ż.w. Мирослав Лукавський
- kpt.ż.w. Мечислав Мадяр
- kpt.ż.w. Роман Марцинковський
- kpt.ż.w. Марек Мажець
- kpt.ż.w. Марек Менке
- kpt.ż.w. Тадеуш Олехнович (перший капітан)
- kpt.ż.w. Мирослав Пешковський
- kpt.ż.w. Анджей Жиський (у зимовий період, без виходу в море)
- kpt.ż.w. Вальдемар Щучка
- kpt.ż.w. Рафал Шиманський[17] — з 2019
- kpt.ż.w. Марек Шимонський
- kpt.ż.w. Генрик Шнегоцький
- kpt.ż.w. Лешек Вікторович.

## Галерея

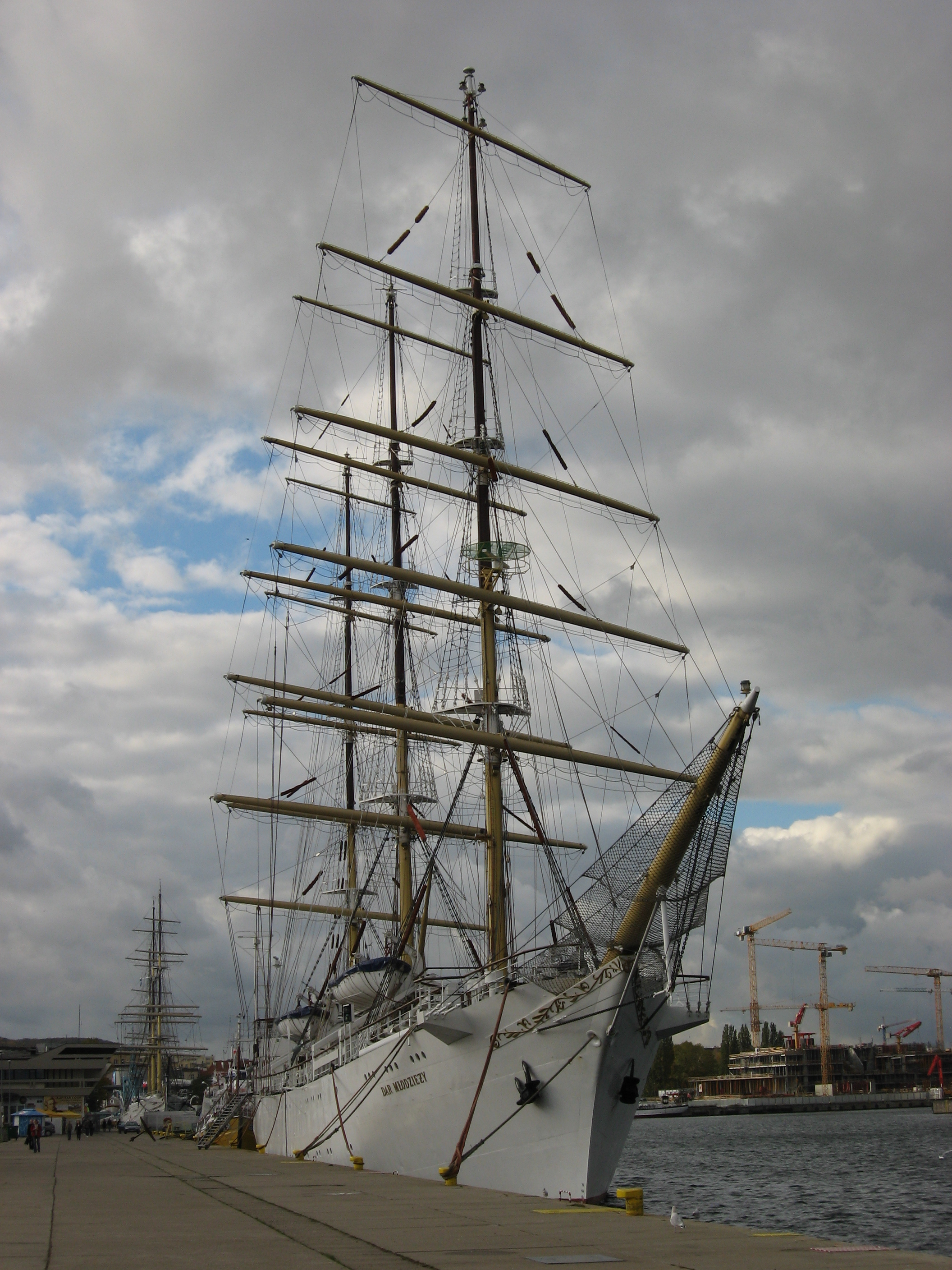
У гдинському порту
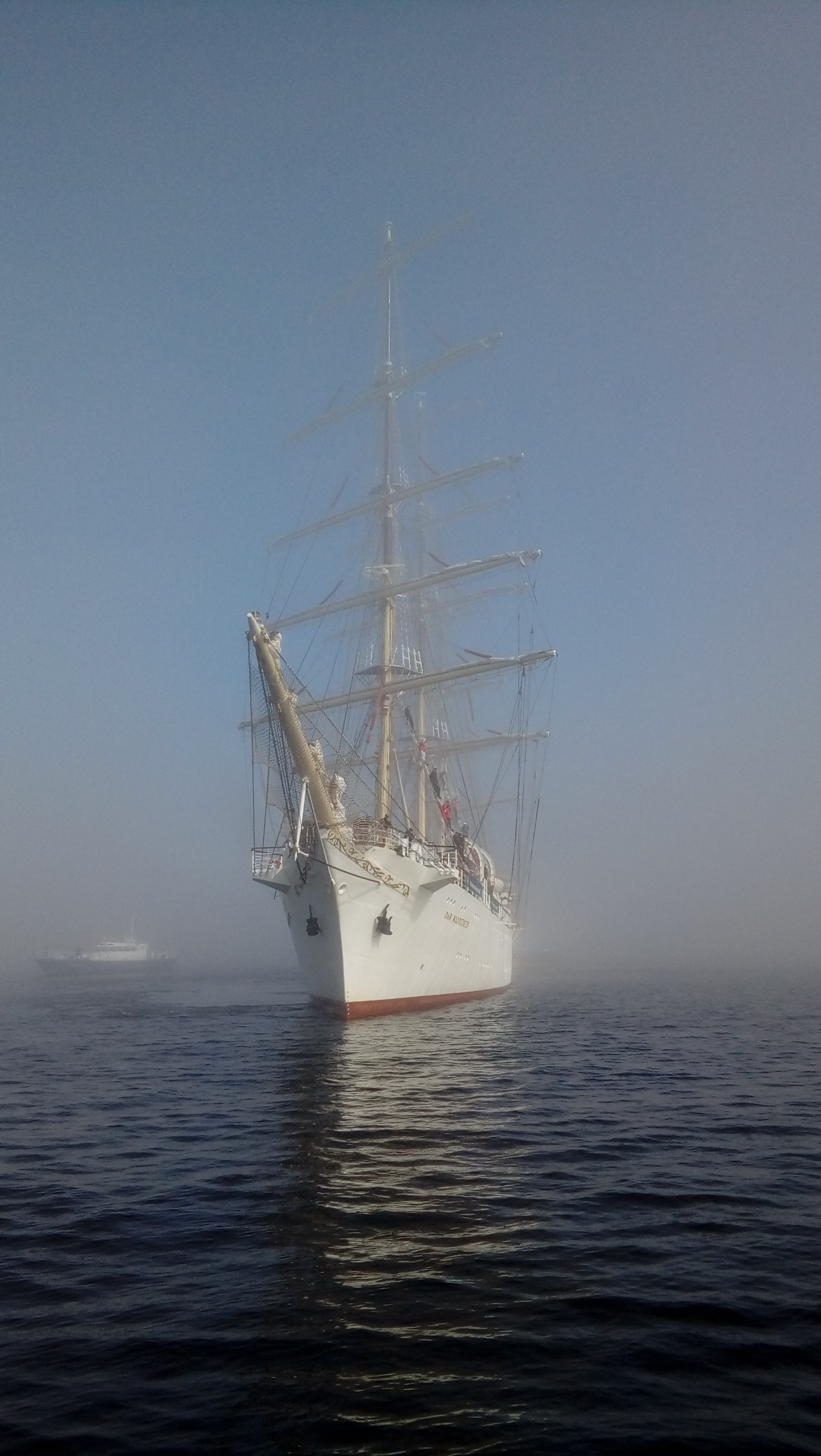
«Дар Молоді» заходить в порт Гдині
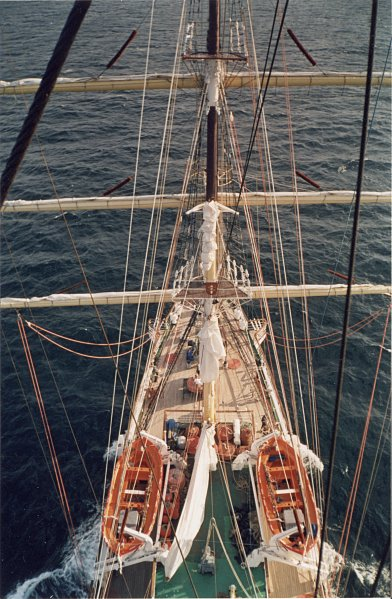
Рейс до Франції
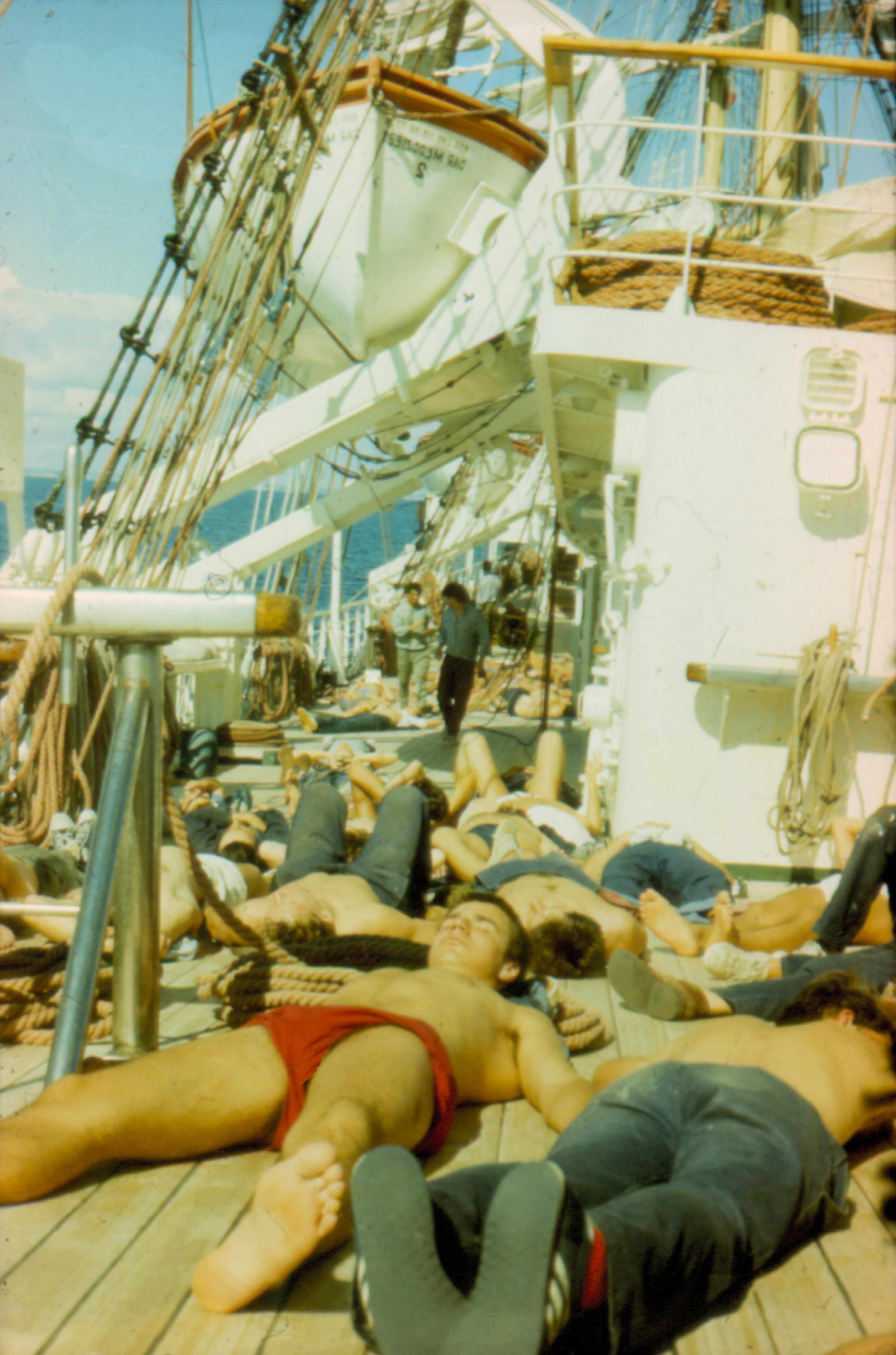
Відпочинок моряків (1980-ті роки)
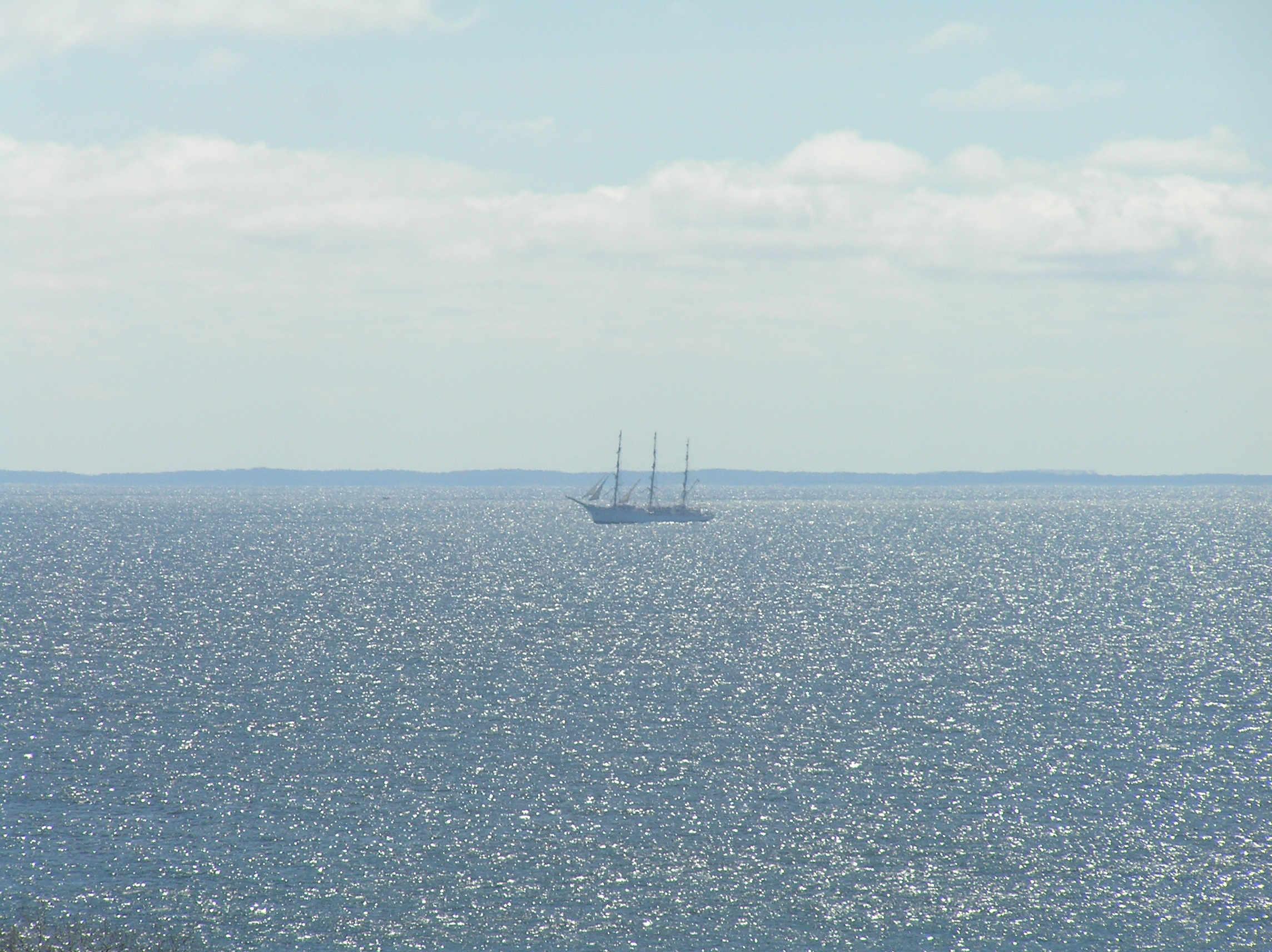
У Гданській затоці
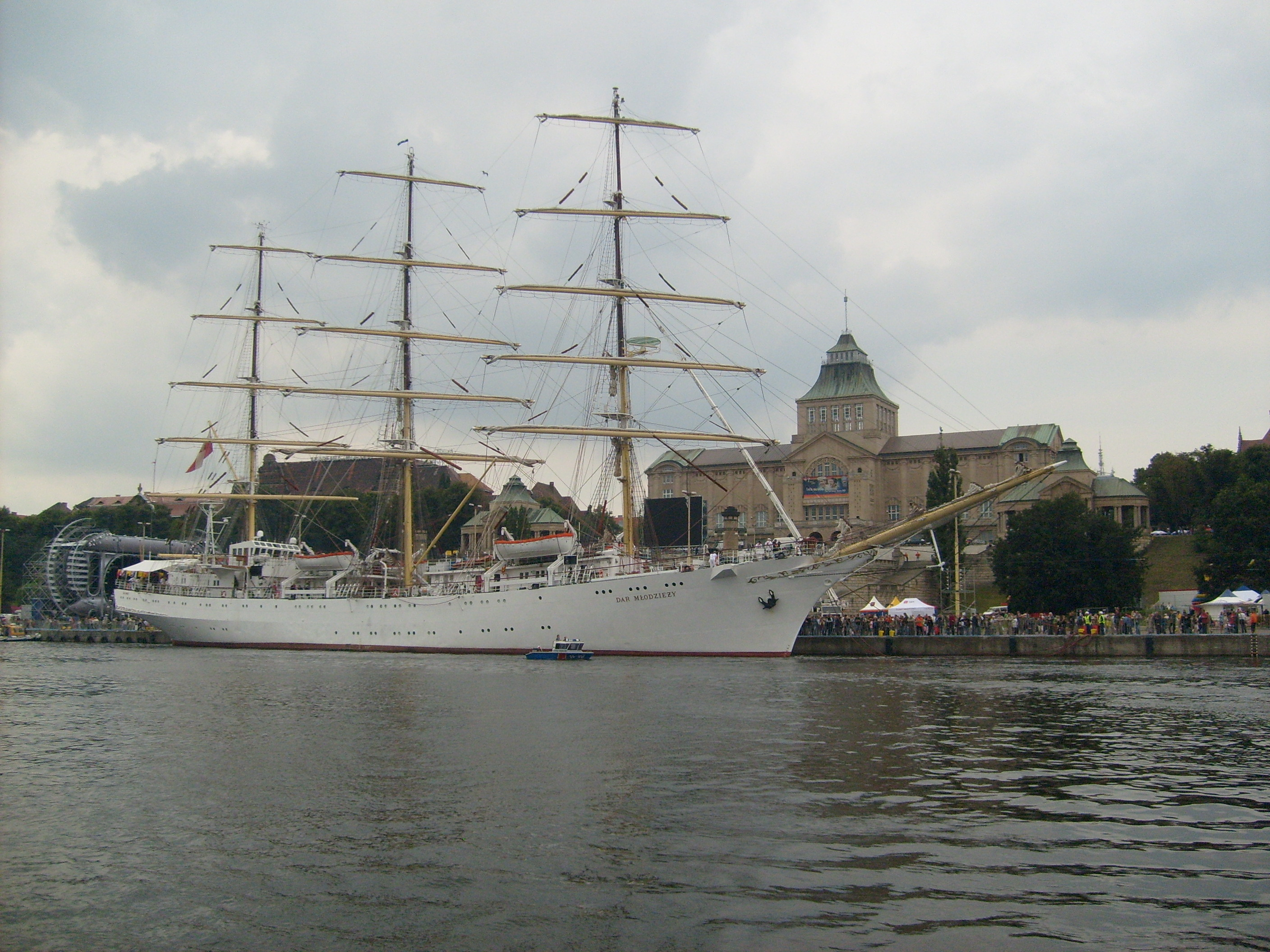
Під час фіналу регати «Operacja Żagiel 2007» у Щецині